# Acrocrypta
Acrocrypta es un género de escarabajos de la familia Chrysomelidae. El género fue descrito científicamente  por Baly en 1862.
- Acrocrypta bipunctata Medvédev, 1996
- Acrocrypta cebuensis Doeberl, 2001
- Acrocrypta fulva Medvédev, 1993
- Acrocrypta gracilicornis Chen & Wang, 1980
- Acrocrypta gracilicornis Medvédev, 1993
- Acrocrypta haemorrhoidalis Doeberl, 2001
- Acrocrypta incisa Doeberl, 2001
- Acrocrypta medvedevi Doeberl, 2001
- Acrocrypta nigra Doeberl, 2001
- Acrocrypta novemmaculata Doeberl, 2001
- Acrocrypta octopunctata Doeberl, 2001
- Acrocrypta purpurea Baly, 1877
- Acrocrypta signata Doeberl, 2001
- Acrocrypta similis Doeberl, 2001
- Acrocrypta sprecherae Doeberl, 2001
- Acrocrypta violaceicuprea Wang in Wang & Li, 2007